# Nils Fredriksson gymnasium

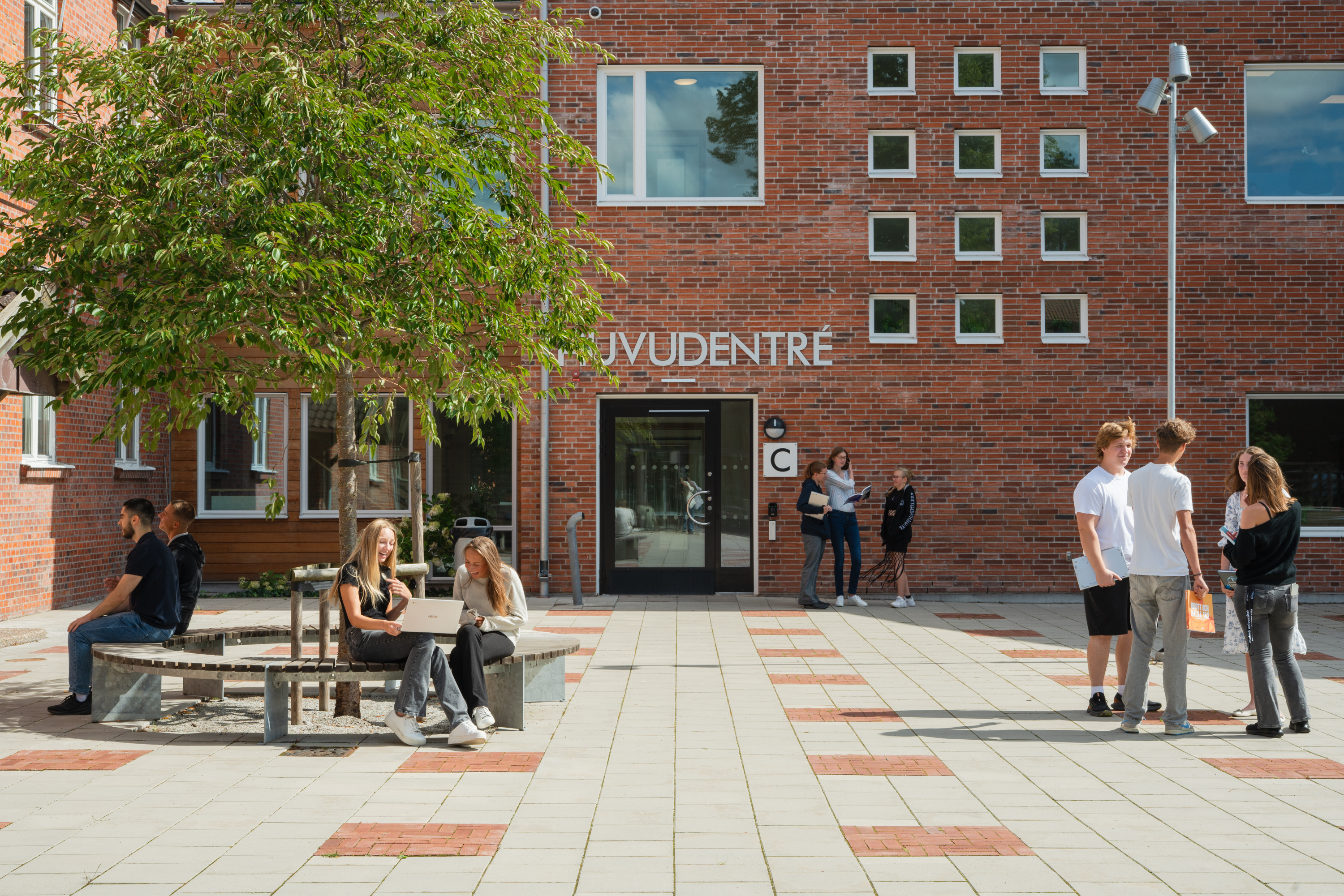
Entré till Nils Fredriksson Gymnasium

Nils Fredriksson Gymnasium är en gymnasieskola i Svedala med fem utbildningsprogram. Skolan har fått sitt namn efter ingenjören Nils Fredriksson.

## Utbildningsprogram
- Barn- och fritidsprogrammet - Pedagogiskt och socialt arbete
- Naturvetenskapsprogrammet - Naturvetenskap
- Samhällsvetenskapsprogrammet - Beteendevetenskap
- Teknikprogrammet - Informations- och medieteknik
- Försäljning- och serviceprogrammet
- Vård och omsorg

## Rektorer
Inger Ekholm-Svensson har varit rektor på Nils Fredriksson utbildning. Fredrik Aksell var rektor på skolan 2014-2019 och sedan dess är Alexander Magnusson rektor på skolan.  
Mattias Rosenquist är sedan januari 2025 biträdande rektor.   

## Skolans historik
När Ekholm-Svensson började arbeta i Svedala hade skolan ingen egen byggnad för undervisning. På den tiden hette skolan gymnasie– och vuxenutbildningsenheten. Eftersom elevantalet ökade allt mer fick skolan senare lokalerna som den har idag.
Nils Fredriksson utbildning fick sitt namn genom att man hade en namntävling, och det var en elev på skolan som föreslog namnet och även tog fram mycket historik runt Nils Fredriksson. Man såg då att hans bakgrund både som entreprenör och undervisningsråd passade utmärkt som namn på en skola. Skolan bytte namn till Nils Fredriksson Utbildning efter namntävlingen 1995–1996.
Innan skolan blev gymnasieskola (vilket skedde 1994), fanns det endast vuxenutbildning, introduktionsprogrammet (tidigare individuellt program & uppföljningsprogrammet) samt KY–utbildning på skolan, och dessa har funnits på skolan sedan dess. 
När Ekholm-Svensson startade gymnasieskolan var hennes plan att skolan skulle satsa på att förbereda eleverna för arbetslivet, och för fortsatta studier på högskola eller universitet. Nils Fredriksson Utbildning lade också stor vikt vid inflytanderåd för att eleverna skulle kunna påverka sin egen utbildning.